# XTI Tri Fan 600
Die XTI Tri Fan 600 (eXtended Technology and Innovation) ist ein in Entwicklung befindliches US-amerikanisches Wandelflugzeug. Das Projekt soll mittels Crowdfunding finanziert werden. Das Flugzeug besitzt drei Mantelpropeller, wovon zwei je am Flügelansatz Kipprotoren sind und der Dritte starr und horizontal im Heck des Flugzeuges verbaut ist.

## Geschichte
Nach fünf Wochen waren bereits mehr als zehn Millionen US-Dollar gesammelt. Das Projekt wurde unter anderem unterstützt von Jeff Pino, dem ehemaligen Präsidenten von Sikorsky Aircraft, der 2016 bei einem Flugzeugabsturz mit einer North American P-51 tödlich verunglückte. Nach dem Tod von Jeff Pino übernahm Charlie Johnson, ehemaliger Präsident von Cessna, interimistisch die Leitung.
Im ersten Quartal 2020 wurden umfangreiche Erprobungen am Boden mit einem Modell aus Holz gemacht. Das Modell ist 65 % so groß wie die spätere Tri Fan 600. Am 2. Mai 2020 startete das Modell in Placerville in Kalifornien zu seinem ersten Flug, dazu war das unbenannte Modell noch an den Boden gefesselt. Mit dem Prototyp wollte die XTI Aircraft Company den Proof of Concept für die Tri Fan 600 beweisen. Weitere Flugerprobungen sollen mit dem Modell in Utah, an einem für die Erprobung von Drohnen reservierten Gebiet, stattfinden. Zwischen 2024 und 2026 soll dann die Produktion aufgenommen werden. Ziel ist der Verkauf von bis zu 100 Flugzeugen pro Jahr. Für den Prototyp sind die Honeywell-HTS900-Wellenturbinen als Antrieb vorgesehen.
XTI Aircraft Company arbeitet seit Ende 2020 zusammen mit VerdeGo an der Entwicklung einer kleineren, unbenannten XTI Tri Fan 200. Die Drohne soll Waren bis zu 500 Pfund mehr als 100 Seemeilen transportieren können. Für den Antrieb soll ein Hybridantrieb von VerdeGo eingesetzt werden.

## Technische Daten
| Kenngröße              | XTI Tri Fan 600                              |
| ---------------------- | -------------------------------------------- |
| Länge                  | k. A.                                        |
| Spannweite             | k. A.                                        |
| Höhe                   | k. A.                                        |
| Rumpfdurchmesser       | k. A.                                        |
| Sitzplätze             | 1 Pilot und 5 Passagiere                     |
| maximales Startgewicht | k. A.                                        |
| Reisegeschwindigkeit   | gep. 340 kts                                 |
| Reichweite             | zwischen 800 & 1200 Meilen                   |
| Erstflug               | k. A.                                        |
| Indienststellung       | k. A.                                        |
| Triebwerke             | drei Mantelpropeller, davon zwei Kipprotoren |
| Startstrecke           | VTOL                                         |
| Landestrecke           | VTOL                                         |

Diese Angaben sind vorläufig und sollen eine Vorstellung über das Projekt geben.